# Щучко, Владислав Игоревич
Владислав Игоревич Щучко (29 июня 1976, Ленинград, СССР) — российский футболист, игрок в мини-футбол. Мастер спорта международного класса. Более всего известен выступлениями за «Норильский Никель» и сборную России по мини-футболу.

## Биография
Воспитанник СДЮШОР «Зенит». «Зенит» стал и первой мини-футбольной командой Владислава, в которой он играл в 1995—1999 годах. Но его основные успехи связаны с «Норильским Никелем», куда он перешёл после этого. В составе «северян» Щучко стал чемпионом России по мини-футболу сезона 2001/02. А по итогам следующего сезона, в котором его команда выиграла серебро, Владислав был признан лучшим игроком чемпионата.
В 2005 году Щучко покинул «Норильский Никель» и провёл следующий сезон в московском «Спартаке». Затем он вернулся в родной Санкт-Петербург, где, проведя сезон в составе «Политеха», завершил профессиональную карьеру.
Щучко сыграл 28 матчей и забил 15 мячей за сборную России по мини-футболу. В её составе он стал бронзовым призёром чемпионата Европы по мини-футболу 2001 года. Также он входил в состав россиян на чемпионат мира 2000 года.

## Достижения
- Бронзовый призёр чемпионата Европы по мини-футболу 2001
- Победитель студенческого чемпионата мира по мини-футболу 2002. Бронзовый призёр студенческого чемпионата мира по мини-футболу 2000.
- Чемпион России по мини-футболу 2001/02. Серебряный призёр чемпионата России по мини-футболу 2000/01 и 2002/03

Личные:
- Лучший игрок чемпионата России 2002/03